# Paratorchus curvisetis
Paratorchus curvisetis – gatunek chrząszczy z rodziny kusakowatych i podrodziny Osoriinae.
Gatunek ten opisany został w 1982 roku przez H. Pauline McColl jako Paratrochus curvisetis. W 1984 roku ta sama autorka zmieniła nazwę rodzaju na Paratorchus, w związku z wcześniejszym użyciem poprzedniej nazwy dla rodzaju mięczaków.
Chrząszcz o walcowatym ciele długości od 3,2 do 4,9 mm, barwy rudobrązowej. Wierzch ciała ma dwojako: delikatnie i grubo punktowany oraz  rzadko owłosiony. Długość szczecinek jest większa niż odległości między nimi. Nieregularnie owalne oczy złożone buduje około 6 omatidiów. Przedplecze ma od 0,63 do 0,69 mm długości i grube, głębokie punktowanie. Środek i tył przedplecza są mniej więcej tak samo szerokie. Pokrywy charakteryzują prawie proste kąty ramieniowe. Odwłok ma dziewiąty tergit niezbyt silnie wydłużony ku tyłowi w dwa krótkie, tępe, wyrostki tylne o umiarkowanym rozstawie. U samca narząd kopulacyjny ma 0,13 mm długości i zakrzywiony wokół części rurkowatej wyrostek boczny. Samicę cechuje nieco dłuższa niż szersza spermateka.
Owad endemiczny dla Nowej Zelandii, znany tylko z regionu Taranaki na Wyspie Północnej. Spotykany jest w ściółce i próchnicy, na wysokości od 200 do 1067 m n.p.m.